# Chwałowice (Radomyśl nad Sanem)
Chwałowice ist eine Ortschaft mit einem Schulzenamt der Gemeinde Radomyśl nad Sanem im Powiat Stalowowolski der Woiwodschaft Karpatenvorland in Polen.

## Geographie
Der Ort liegt im Sandomirer Becken, am rechten, östlichen Ufer der Weichsel, einige Kilometer nördlich der Mündung des Flusses San. Das Dorf ist neben dem Ort im Norden der Gmina Zaklików einer der nördlichsten Orte der Woiwodschaft.

## Geschichte
Der Ort der Pfarrei der Stadt Zawichost (am linken Ufer) mit einem Vorwerk wurde im Jahr 1419 als Falouize erstmals urkundlich erwähnt.
Politisch und administrativ gehörte er zum Königreich Polen (ab 1569 Adelsrepublik Polen-Litauen), Woiwodschaft Lublin, Kreis Urzędów.

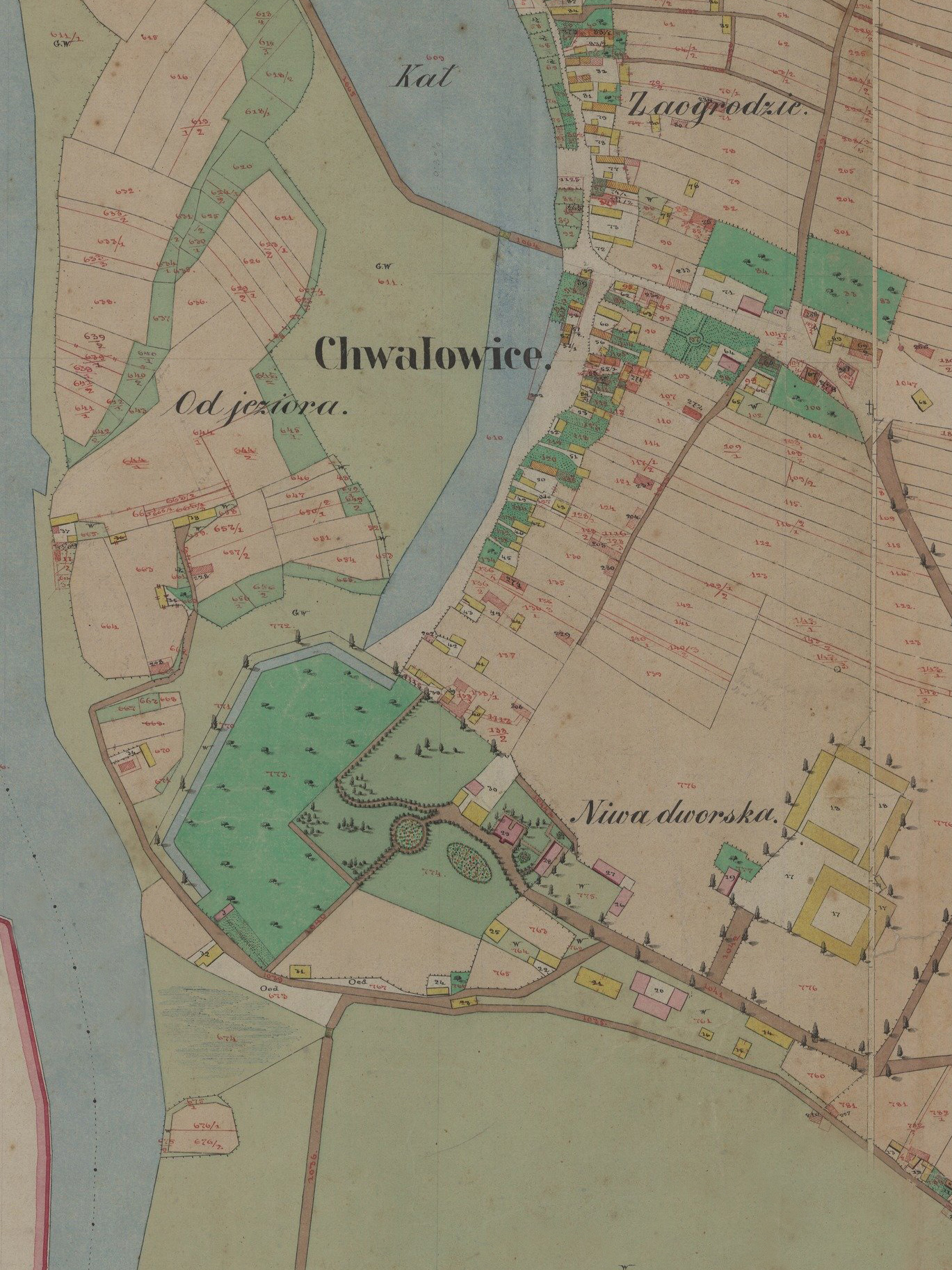
Chwałowice auf einer österreichischen Karte aus dem Jahr 1851

Bei der Ersten Teilung Polens kam der Ort 1772 zum neuen Königreich Galizien und Lodomerien des habsburgischen Kaiserreichs (ab 1804). Nachdem der Zamoscer Kreis 1809 an das Herzogtum Warschau abgetreten wurde, blieb Chwałowice, eigentlich der Weiler Popowice (im Mittelalter ein separates Dorf), die nördlichste Ortschaft des habsburgischen Kaiserreichs.
1918, nach dem Ende des Ersten Weltkriegs und dem Zusammenbruch der k.u.k. Monarchie, kam Chwałowice zu Polen. Unterbrochen wurde dies durch die Besetzung Polens durch die Wehrmacht im Zweiten Weltkrieg, währenddessen es zum  Generalgouvernement gehörte.
Von 1975 bis 1998 gehörte Chwałowice zur Woiwodschaft Tarnobrzeg und ab 1998 zur Woiwodschaft Karpatenvorland, deren nördliche Grenze deckt sich zum großen Teil mit Grenzen Galiziens, außer der Gmina Zaklików einige Kilometer östlich, die vor 1918 zu Kongresspolen gehörte und teilweise weiter im Norden als Chwałowice liegt.